# Portbury
Portbury är en ort och civil parish i Storbritannien.   Den ligger i kommunen North Somerset och riksdelen England, i den södra delen av landet, 180 km väster om huvudstaden London. Portbury ligger 17 meter över havet och antalet invånare är 827.
Terrängen runt Portbury är huvudsakligen platt, men söderut är den kuperad. Havet är nära Portbury åt nordväst. Runt Portbury är det tätbefolkat, med 683 invånare per kvadratkilometer. Närmaste större samhälle är Bristol, 8,9 km öster om Portbury. I omgivningarna runt Portbury växer i huvudsak blandskog.